# Barrelhouse Buck McFarland
Thomas F. McFarland (* 16. September 1903 in Alton, Illinois, USA; † 8. April 1962 ebenda), bekannt als Barrelhouse Buck McFarland, war ein US-amerikanischer Blues- und Boogie-Woogie-Pianist, Sänger und Songwriter.

## Wirken
McFarland machte seine ersten Aufnahmen Ende der 1920er Jahre und wurde im Laufe des Blues-Revival in den späten 1950er Jahren wiederentdeckt.
Frühe Titel von McFarland wurden auf mehreren Kompilations-Alben neu aufgelegt. Im Jahr 2009 veröffentlichte Wolf Records die Kompilation Barrel House Piano, die 18 Titel von Speckled Red und fünf von McFarland enthält.

## Diskografie

### Singles
- 1930: St. Louis Fire Blues / On Your Way als Buck McFarland bei Paramount Records
- 1943: I Got to Go Blues / Lamp Post Blues als Barrel House Buck bei Decca Records

### Alben
- 1961: Backcountry Barrelhouse als Barrelhouse Buck bei Folkways Records
- 1961: Alton Blues als Barrelhouse Buck McFarland bei Delmark Records